# サールヴァ・ナラシンハ・デーヴァ・ラーヤ
サールヴァ・ナラシンハ・デーヴァ・ラーヤ（テルグ語：సాళువ నరసింహదేవ రాయలు, タミル語：சாளுவ நரசிம்ம தேவ ராயன், Saluva Narasimha Deva Raya, 生年不詳 - 1491年）は、南インドのヴィジャヤナガル王国、サールヴァ朝の君主（在位：1486年 - 1491年）。第2王朝サールヴァ朝の創始者でもある。サールヴァ・ナラシンハ（Saluva Narasimha）、ナラシンハ1世（Narasimha I）とも呼ばれる。

## 生涯
1452年、ヴィジャヤナガル王デーヴァ・ラーヤ3世からチャンドラギリの長官に任命され、「マハーマンダレーシュヴァラ（Mahamandaleshvara, 広域の支配者）」の称号を賜った。
デーヴァ・ラーヤ3世の治世、バフマニー朝やガジャパティ朝が領土に攻め入り、1464年にはガジャパティ朝の軍がカーヴェーリ川を越えて、ティルチラーパッリまで侵入した。だが、サールヴァ・ナラシンハはヴィルーパークシャ2世の治世において、トゥルヴァ・イーシュヴァラ・ナーヤカとトゥルヴァ・ナラサー・ナーヤカの父子の協力を得てバフマニー朝やガジャパティ朝に反撃を試み、ガジャパティ朝からはウダヤギリを奪回して、それらの撃退に成功しその名を轟かせるところとなった。
1485年、ヴィジャヤナガル王ヴィルーパークシャ2世は息子プラウダ・ラーヤに殺害され、そののち騒動が続くこととなった。サールヴァ・ナラシンハはこれを見て、自身の得た名声から王位を簒奪することにし、トゥルヴァ・ナラサー・ナーヤカを首都ヴィジャヤナガルに向かわせた。これにより、プラウダ・ラーヤはヴィジャヤナガルから逃亡した。
1486年、サールヴァ・ナラシンハは王に推挙され、サンガマ朝に変わる形でサールヴァ朝を創始した。だが、彼が即位したのちも、王国の各地で反乱が勃発し、情勢は安定せず、ガジャパティ朝との戦いは続いた。
1489年、ガジャパティ朝がウダヤギリを奪回する事態となり、サールヴァ・ナラシンハはその奪回に向かったが、彼自身が捕虜となってしまう。結局、彼はこの戦いに勝利したが、ウダヤギリはガジャパティ朝に奪われたままとなった。
1491年、サールヴァ・ナラシンハは死亡し、幼い息子ティンマ・ブーパーラが王位を継承し、トゥルヴァ・ナラサー・ナーヤカがその摂政となった。